# Rallus longirostris waynei
Rallus longirostris waynei is een ondersoort van de klapperral uit de familie van rallen.

## Verspreiding
De soort komt voor aan de kust van de zuidoostelijke Verenigde Staten.